# Webb (New York)
Webb è un comune degli Stati Uniti d'America, situato nello stato di New York, nella contea di Herkimer.